# Daniel Corrêa Freitas
Daniel Corrêa Freitas (Juiz de Fora, 24 gennaio 1994 – São José dos Pinhais, 27 ottobre 2018) è stato un calciatore brasiliano, di ruolo centrocampista.

## Biografia
Il 27 ottobre 2018 Freitas è stato trovato decapitato in una boscaglia nel sud del Brasile, nei pressi di São José dos Pinhais, con numerose ferite da taglio e i genitali asportati. Il successivo 1º novembre è stato arrestato Edson Brittes Junior, un uomo di 38 anni, sospettato dell'omicidio del calciatore.

## Caratteristiche tecniche
Ha giocato come trequartista.

## Palmarès

### Club

#### Competizioni statali
- Campionato Paranaense: 1

Coritiba: 2017